# Sinibaldo Scorza

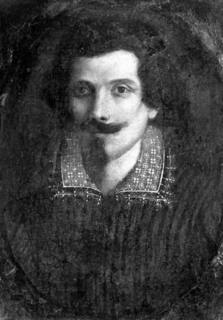
Sinibaldo Scorza, autorretrato.

Sinibaldo Scorza (Voltaggio, 16 de julio de 1589-Génova, 5 de abril de 1631) fue un pintor italiano que trabajó durante el manierismo tardío y los primeros tiempos del Barroco.

## Biografía
Hijo de una aristocrática familia, recibió una notable educación literaria y humanista. Sus primeros pasos en el mundo del arte los dio bajo la dirección del pintor Giovanni Battista Carosio.
En 1604 se trasladó a Génova para ingresar en el taller de Giovanni Battista Paggi, donde se especializó en la pintura de animales, flores y paisajes. También pudo estudiar la colección de grabados que su maestro poseía, entre ellos algunos de Durero. Scorza los copió repetidamente, alcanzando una gran maestría en el dibujo y definición de las figuras, así como un perfecto dominio del claroscuro. Se conserva una serie de más de 400 dibujos de mano de Scorza en la Colección Czartoryski de Cracovia, que incluyen copias de Durero y escenas de la vida ciudadana con multitud de pequeñas figuras. En estos diseños se observa una fuerte influencia de la pintura de género flamenca, siendo uno de los primeros artistas ligures en incorporar a su arte esta huella del arte nórdico. Durante esta época los contactos comerciales entre Flandes y la ciudad de Génova eran intensos, lo que facilitó la llegada de este tipo de obras a las colecciones locales. Además, durante estos años llegaron a la ciudad destacados maestros flamencos, como Frans Snyders (1608) y su alumno Jan Roos I en 1614; los hermanos Cornelis y Lucas de Wael, pintores y tratantes de arte, que se instalaron durante varios años a partir de 1610; también Pieter Boel y Goffredo Wals trabajaron una temporada en Génova.
Bebiendo de estas fuentes, Scorza se especializó en pinturas de género, con un gusto exquisito por el detalle y la naturaleza. Durante su carrera facturó una serie de obras en las que solía incluir numerosas figuras de animales, como Orfeo amansa a los animales con su música, tema que ejecutó al menos en diez ocasiones.
En 1619 fue nombrado pintor de corte por el duque Carlos Manuel I de Saboya. Sin embargo, la guerra estalló en 1625 entre el nuevo patrón y su patria. Volvió a Génova, pero fue encarcelado como espía y exiliado. Sinibaldo marchó a Roma, donde residió hasta que fue perdonado en 1627. Regresó a su villa de Volteggio sólo para descubrir su casa destruida por el fuego junto a todas sus pinturas, dibujos y grabados.
Durante sus últimos años de vida, Scorza experimentó con la técnica del grabado y produjo obras que influenciaron profundamente a Giovanni Benedetto Castiglione.

## Obras destacadas

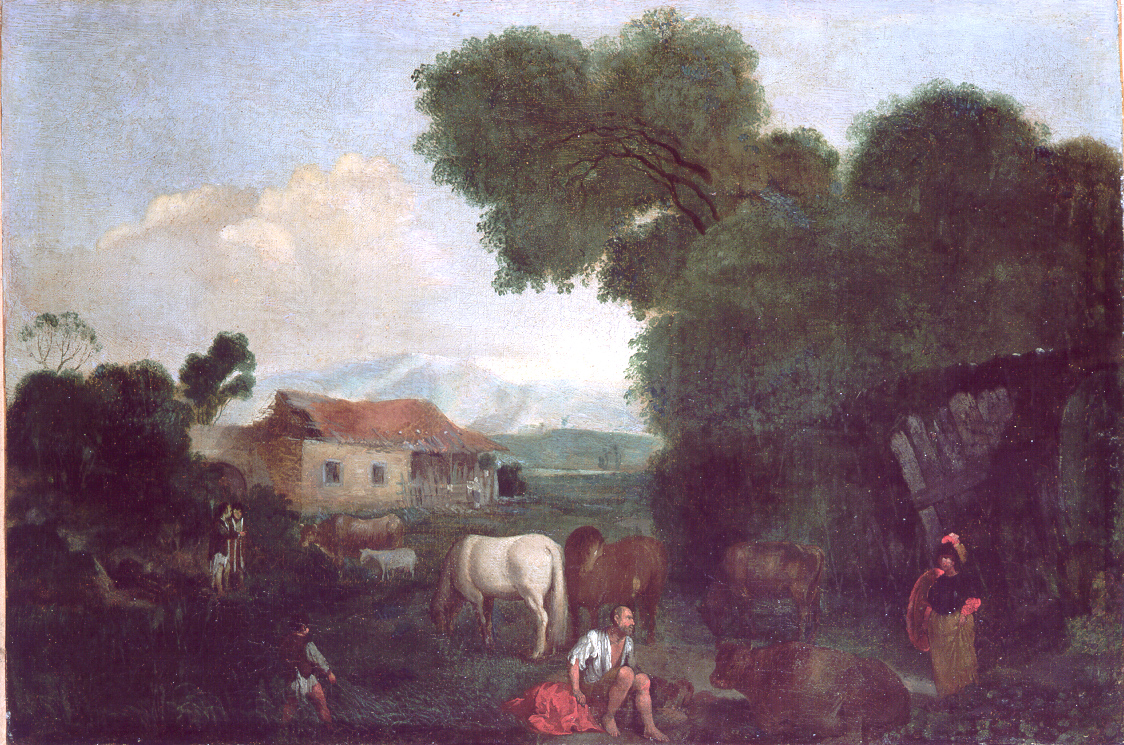
Erminia y los pastores.

- Erminia y los pastores (Museo del Palazzo Rosso, Génova)
- Paisaje con mercado (Museo del Palazzo Rosso, Génova)
- Cristo confortado por los ángeles (Pinacoteca de Voltaggio)
- Orfeo amansa a los animales con su música (1628, Colección privada)